# Mistrzostwa Świata w Szermierce 1938
Mistrzostwa Świata w Szermierce 1938 – 16. edycja mistrzostw odbyła się w czechosłowackim mieście Pieszczany (obecnie Słowacja).

## Klasyfikacja medalowa
| Lp. | Państwo        | złoto | srebro | brąz | Razem |
| --- | -------------- | ----- | ------ | ---- | ----- |
| 1   | Włochy         | 4     | 3      | 2    | 9     |
| 2   | Francja        | 2     | 2      | 2    | 6     |
| 3   | Czechosłowacja | 1     | 1      | 1    | 3     |
| 4   | Szwecja        | -     | 1      | -    | 1     |
| 5   | Belgia         | -     | -      | 1    | 1     |
| -   | Holandia       | -     | -      | 1    | 1     |

## Medaliści

### Mężczyźni
| Złoto | Srebro | Brąz |
| Floret | | |
| Gioacchino Guaragna                                                                                           | Giorgio Bocchino                                                                                             | Édward Gardère |
| Włochy · Giorgio Bocchino · Gioacchino Guaragna · Gustavo Marzi · Giuliano Nostini · Renzo Nostini            | Francja · René Bougnol · Jéhan de Buhan · Jean Coutte · Édward Gardère · Charley Lion                        | Czechosłowacja · Hervarth Frass von Friedenfeldt · Jiří Jesenský · Jindřich Kakos · Bohuslav Kirchmann · Zdenko Rybka · František Vohryzek |
| Szpada | | |
| Michel Pécheux                                                                                                | Edoardo Mangiarotti                                                                                          | Bernard Schmetz |
| Francja · Pierre Bitschiné · Henry Brethous · Henri Dulieux · Michel Pécheux · Bernard Schmetz · Albert Wolff | Szwecja · Frank Cervell · Hans Drakenberg · Gustaf Dyrssen · Carl Forssell · Bengt Ljungquist · Sven Thofelt | Włochy · Carlo Agostoni · Roberto Battaglia · Dario Mangiarotti · Edoardo Mangiarotti · Saverio Ragno                                      |
| Szabla | | |
| Aldo Montano                                                                                                  | Aldo Masciotta                                                                                               | Giuseppe Perenno |
| Włochy · Giulio Gaudini · Gustavo Marzi · Aldo Masciotta · Aldo Montano · Giuseppe Perenno · Mauro Racca      | Francja · Marcel Faure · Édward Gardère · Louis Taillandier · Jean-François Tournon                          | Holandia · Willem Driebergen · Antonius Montfoort · Frans Mosman · Jacques Van der Voodt · Pieter van Wieringen                            |

### Kobiety
| Złoto        | Srebro            | Brąz         |
| Floret       |                   |              |
| Marie Šedivá | Carmen Slabochová | Jenny Addams |